# Рудаєве (зупинний пункт)
Руда́єве — пасажирська зупинна залізнична платформа Лиманської дирекції Донецької залізниці.
Розташована у с. Шевченкове Перше, Лозівський район, Харківської області на лінії Слов'янськ — Лозова між станціями Близнюки (8 км) та Лозова (9 км).
Станом на початок 2019 р. через платформу прямують приміські електропоїзди, деякі з них не зупиняються.